# Episodi de L'asso della Manica (seconda stagione)
La seconda stagione della serie televisiva L'asso della Manica, composta da 9 episodi viene trasmessa sul canale britannico BBC dal 18 ottobre al 20 dicembre 1983. Mentre in Italia è stata trasmessa su Rai 2 nel 1984.
| n° | Titolo originale               | Titolo italiano              | Prima TV Regno Unito | Prima TV Italia |
| -- | ------------------------------ | ---------------------------- | -------------------- | --------------- |
| 1  | A Message for the Rich         | Un messaggio per i ricchi    | 9 gennaio 1983       | 1984            |
| 2  | Always Leave Them Laughing     | Bisogna lasciarli ridere     | 16 gennaio 1983      | 1984            |
| 3  | Clap Hands, Here Comes Charlie | L'arrivo di Charlie          | 23 gennaio 1983      | 1984            |
| 4  | Prime Target                   | Primo obiettivo              | 30 gennaio 1983      | 1984            |
| 5  | Almost Like a Holiday          | Quasi una vacanza            | 6 febbraio 1983      | 1984            |
| 6  | Fall of a Birdman              | La caduta di un uomo         | 13 febbraio 1983     | 1984            |
| 7  | A Miracle Every Week           | Un miracolo settimanale      | 20 febbraio 1983     | 1984            |
| 8  | A Perfect Recapture            | Una ripresa perfetta         | 27 febbraio 1983     | 1984            |
| 9  | The Moonlight Girls            | Le ragazze al chiaro di luna | 6 marzo 1983         | 1984            |

## Un messaggio per i ricchi
- Titolo originale: A Message for the Rich
- Diretto da: Alan Grint
- Scritto da: Robert Banks Stewart

### Trama
Gli ex dipendenti di Charlie, cioè madre e figlio, vengono sorpresi a rubare una collana dalla sua cassaforte dalla giovane figlia di Jim che portano con sé sulla loro barca, sperando di scappare in Francia, e Jim indaga.

## Bisogna lasciarli andare
- Titolo originale: Always Leave Them Laughing
- Diretto da: Peter Smith
- Scritto da: Robert Banks Stewart e Peter Miller

### Trama
Un noto comico e Charlie fanno parte della giuria di un concorso di bellezza locale, dopo il quale una finalista accusa il comico di tentato stupro, e Jim indaga.

## L'arrivo di Charlie
- Titolo originale: Clap Hands, Here Comes Charlie
- Diretto da: Michael Rolfe
- Scritto da: Dennis Spooner

### Trama
Il tentativo di Charlie di entrare nella politica viene vanificato, quando una vecchia fiamma di un albergatore che Charlie ha incrociato alcuni anni prima, minacciando di svelare il suo segreto. Dopo che l'uomo viene ucciso, Charlie e Jim indagano.

## Primo obiettivo
- Titolo originale: Prime Target
- Diretto da: Henry Herbert
- Scritto da: Robert Banks Stewart e Robert Holmes

### Trama
Jim viene spedito in Francia per indagare sull'omicidio di un residente del Jersey, nonché un investigatore privato.

## Quasi una vacanza
- Titolo originale: Almost Like a Holiday
- Diretto da: Laurence Moody
- Scritto da: Alistair Bell

### Trama
Mentre soggiorna all'hotel di Diamante Lil con sua moglie, un uomo viene aggredito da un delinquente, ma si rifiuta di denunciarlo. Jim sospetta che l'uomo faccia parte di una banda che intende rapinare il deposito di diamanti.

## La caduta di un uomo
- Titolo originale: Fall of a Birdman
- Diretto da: Ben Bolt
- Scritto da: Paul Wheeler

### Trama
Uno stuntman portoghese viene ucciso in un apparente incidente di deltaplano, ma si scopre che è stato strangolato. Una scheda di appuntamento dal dentista viene trovata sulla giacca della vittima e, sebbene il dentista neghi ogni conoscenza, un suo paziente viene a dirgli che ha ucciso per legittima difesa, e Jim indaga.

## Un miracolo settimanale
- Titolo originale: A Miracle Every Week
- Diretto da: Colin Bucksey
- Scritto da: Robert Banks Stewart e Leslie Darbon

### Trama
Un giovane guaritore indiano arriva nel Jersey per chiedere al contabile di una fondazione di assicurarsi che i soldi che ha guadagnato per la fondazione vadano a enti di beneficenza indiani, ma qualcuno ha inviato un sicario per ucciderlo e Jim decide di salvarlo.

## Una ripresa perfetta
- Titolo originale: A Perfect Recapture
- Diretto da: Paul Ciappessoni
- Scritto da: Paul Wheeler

### Trama
L'ispettore di polizia di Londra arriva nel Jersey alla ricerca del prigioniero evaso, che ha violato i computer della polizia e ha rubato due milioni di sterline, e il poliziotto arresta un uomo che risponde alla descrizione del ricercato, e chiede aiuto a Jim di catturare l'uomo.

## Le ragazze al chiaro di luna
- Titolo originale: The Moonlight Girls
- Diretto da: Michael Rolfe
- Scritto da: Bob Baker

### Trama
Jim indaga sull'omicidio di una stalliera belga, ma si scopre che era anche una escort che ha visto a un convegno di banchieri, e la proprietaria della stalla dove lavorava la vittima racconta che fanno parte di un giro di ragazze squillo.